# Archiprezbiterat Fardes-Los Montes
Archiprezbiterat Fardes-Los Montes – jeden z 5 archiprezbiteratów diecezji Guadix w Hiszpanii. 
Według stanu na lipiec 2016 w jego skład wchodziło 20 parafii. 

## Lista parafii
Źródło:
| Lp. | Miejscowość               | Parafia                                        | Grafika | Kościół                                                           | Adres                                            |
| --- | ------------------------- | ---------------------------------------------- | ------- | ----------------------------------------------------------------- | ------------------------------------------------ |
| 1   | Alamedilla                | Parafia Zwiastowania Najświętszej Maryi Panny  |         | Kościół Zwiastowania Najświętszej Maryi Panny w Alamedilla        | Calle José Antonio 2 Alamedilla                  |
| 2   | Alicún de Ortega          | Parafia Zwiastowania Najświętszej Maryi Panny  |         | Kościół Zwiastowania Najświętszej Maryi Panny w Alicún de Ortega  | Calle Cristo Rey s/n Alicún de Ortega            |
| 3   | Bejarín-Purullena         | Parafia Zwiastowania Najświętszej Maryi Panny  |         | Kościół Zwiastowania Najświętszej Maryi Panny w Bejarín-Purullena | Calle Iglesia s/n Bejarín-Purullena              |
| 4   | Belerda                   | Parafia św. Franciszka z Asyżu                 |         | Kościół św. Franciszka z Asyżu w Belerda                          | Calle San Francisco s/n Belerda                  |
| 5   | Benalúa                   | Parafia Najświętszej Maryi Panny z Góry Karmel |         | Kościół Najświętszej Maryi Panny z Góry Karmel w Benalúa          | Calle Iglesia 16 Benalúa                         |
| 6   | Cortes y Graena           | Parafia Zwiastowania Najświętszej Maryi Panny  |         | Kościół Zwiastowania Najświętszej Maryi Panny w Cortes y Graena   | Plaza del Ayuntamiento Cortes y Graena           |
| 7   | Darro                     | Parafia Zwiastowania Najświętszej Maryi Panny  |         | Kościół Zwiastowania Najświętszej Maryi Panny w Darro             | Plaza de la Villa 11 Darro                       |
| 8   | Diezma                    | Parafia Zwiastowania Najświętszej Maryi Panny  |         | Kościół Zwiastowania Najświętszej Maryi Panny w Diezma            | Plaza de la Iglesia s/n Diezma                   |
| 9   | Fonelas                   | Parafia Zwiastowania Najświętszej Maryi Panny  |         | Kościół Zwiastowania Najświętszej Maryi Panny w Fonelas           | Calle Molino 19 Fonelas                          |
| 10  | Gobernador                | Parafia Zwiastowania Najświętszej Maryi Panny  |         | Kościół Zwiastowania Najświętszej Maryi Panny w Gobernador        | Plaza de la Iglesia s/n Gobernador               |
| 11  | Huélago                   | Parafia Zwiastowania Najświętszej Maryi Panny  |         | Kościół Zwiastowania Najświętszej Maryi Panny w Huélago           | Plaza de la Constitución s/n Huélago             |
| 12  | La Peza                   | Parafia Zwiastowania Najświętszej Maryi Panny  |         | Kościół Zwiastowania Najświętszej Maryi Panny w La Peza           | Plaza de los Caños 13 La Peza                    |
| 13  | Laborcillas               | Parafia św. Jana                               |         | Kościół św. Jana w Laborcillas                                    | Plaza de la Iglesia s/n Laborcillas              |
| 14  | Lugros                    | Parafia św. Antoniego Padewskiego              |         | Kościół św. Antoniego Padewskiego w Lugros                        | Plaza Juan Carlos I Lugros                       |
| 15  | Marchal                   | Parafia Zwiastowania Najświętszej Maryi Panny  |         | Kościół Zwiastowania Najświętszej Maryi Panny w Marchal           | Plaza de la Constitución s/n Marchal             |
| 16  | Morelábor-Moreda          | Parafia Zwiastowania Najświętszej Maryi Panny  |         | Kościół Zwiastowania Najświętszej Maryi Panny w Morelábor -Moreda | Plaza de la Constitución 8 Morelábor -Moreda     |
| 17  | Pedro Martínez            | Parafia Zwiastowania Najświętszej Maryi Panny  |         | Kościół Zwiastowania Najświętszej Maryi Panny w Pedro Martínez    | Plaza Santa Cruz 10 Pedro Martínez               |
| 18  | Polícar                   | Parafia św. Antoniego Padewskiego              |         | Kościół św. Antoniego Padewskiego w Polícar                       | Plaza de la Iglesia s/n Polícar                  |
| 19  | Purullena                 | Parafia św. Marcina                            |         | Kościół św. Marcina w Purullena                                   | Calle Horno 25 Purullena                         |
| 20  | Villlanueva de las Torres | Parafia św. Anny                               |         | Kościół św. Anny w Villlanueva de las Torres                      | Calle Juan Carlos I 16 Villlanueva de las Torres |